# Томашевич, Томислав
Томислав Тома́шевич (хорв. Tomislav Tomašević, МФА: [tǒmislaʋ tomǎːʃeʋitɕ]; род. 13 января 1982, Загреб, Социалистическая Республика Хорватия, СФРЮ) — хорватский политик, экоактивист, политолог. Один из руководителей местной политической партии «Загреб — НАШ!» и общенациональной партии «Мы можем!». Депутат городской скупщины Загреба по результатах местных выборов 2017 года. Депутат хорватского парламента, избранный на выборах 2020 года как лидер Зелёно-левой коалиции, став руководителем её парламентской фракции. По результатам местных выборов 2021 года стал 53-м мэром Загреба, победив во втором туре Мирослава Шкоро.

## Биография
Родился в семье Иванки и Смиляна Томашевичей в Загребе — столице тогдашней Социалистической Республики Хорватия, которая входила в состав Социалистической Федеративнрой Республики Югославия. Рос вместе с братом Тихомиром в столичной местности Запрудже, которая расположена в районе Новый Загреб — Восток, а позже в Запрешиче, после чего молодая семья вернулась в Загреб. Его и дед и бабушка по отцовской линии были боснийскими хорватами с Видовиц недалеко от Орашье, а его дядя Иво Томашевич — католический священник и действующий деятель Епископской конференции Боснии и Герцеговины.
Ещё в 16-летнем возрасте он как молодой защитник окружающей среды вступил в общественную организацию «Зелёное действие». Вскоре стал первым заместителем председателя, а в дальнейшем и председателем «Сети молодёжи Хорватии» — полноправного члена организации «Европейский молодёжный форум». С 2007 по 2012 год был председателем «Зелёного действия», пока в июне 2012 года его многолетний заместитель Бернард Ивчич не сменил его на этой должности.
В 2006 году окончил факультет политических наук Загребского университета, а в 2013 году получил последипломное образование в области окружающей среды, общества и развития в Кембриджском университете. Получил несколько знаков отличия и стипендий, в том числе стипендию Маршалла, стипендию Шевенинга и Кембриджского фонда содружества. Профессионально работал в загребском Институте политической экологии. 
В 2010 году Томашевич возглавил акции протеста против строительства торгового центра на площади Петра Прерадовича с подземным гаражом на улице Варшавской в рамках инициативы «Право на город». Многих протестующих тогда задержали, в частности, и самого Томашевича и его отца.
На местных выборах 2017 года Томашевич баллотировался на мэра Загреба от коалиции, возглавляемой политической партией «Загреб — НАШ!», набрав 3,94 % голосов. Коалиция тогда завоевала четыре места в городской скупщине Загреба, одно из которых занял Томашевич, став ожесточённым критиком мэра Милана Бандича.   
На парламентских выборах 2020 года как глава Зелёно-левой коалиции был избран депутатом хорватского парламента 10-го созыва. Его депутатский мандат действовал с 22 июля 2020 года. Уже к концу июля этого года он вступил в четыре парламентских комитета: комитет по физическому планированию и строительству, комитет по вопросам конституции, регламенту и политической системе, комитет межпарламентского сотрудничества и Исполнительный комитет Национальной группы Межпарламентского союза. 
В феврале 2021 года Томашевич объявил о выдвижении своей кандидатуры на должность мэра Загреба на местных выборах 2021 года. 29 апреля он подал в Государственную избирательную комиссию 20 236 подписей, собранных в свою поддержку. На следующий день ГИК подтвердила, что Томашевич и ещё девять кандидатов собрали нужное количество подписей зарегистрированных избирателей и таким образом признавались официальными кандидатами на должность мэра. В первом туре выборов 16 мая Томашевич набрал 147 631 голос (45,15 %), что поставило его на первое место среди кандидатов в мэры. Однако, поскольку ни один кандидат не получил абсолютного большинства голосов, 30 мая состоялся второй тур, куда вместе с Томашевичем вышел Мирослав Шкоро, который выдвигался от своего «Отечественного движения». На этих выборах отец Томашевича Смилян был кандидатом в депутаты в Загребскую городскую скупщину по списку «Отечественного движения» Мирослава Шкоро. Во втором туре 30 мая Томашевич завоевал должность мэра со 199 630 голосами, или 63,87 % голосов. Его противник Шкоро набрал 106 300 или 34 % голосов. На этих выборах в каждом из двух туров Томашевич установил новый рекорд по количеству голосов, полученных кандидатом на должность мэра Загреба. Его результат в первом туре был примерно на 1600 голосов больше, чем у Милана Бандича в 2009 году, а результат второго тура превзошёл соответствующий лучший результат Бандича в 2013 году почти на 30 000 голосов. 
Томашевич официально вступил в должность мэра 4 июня 2021 года.  

## Личная жизнь
В 2016 году женился на Иве Мертич-Томашевич с венчанием по католическому обряду.